# Römer-Radweg
Der Römer-Radweg (R6) ist ein 242 km langer Radweg von Passau über Vöcklabruck und Wels nach Enns. Der Römer-Radweg ist kein historischer Weg aus der Römerzeit, er folgt vielmehr der Geschichte der Römer im Bereich der deutsch-österreichischen Grenze.

## Beschilderung und Beschaffenheit
Der Römer-Radweg führt durch das leicht hügelige Alpenvorland und verläuft hauptsächlich auf asphaltierten Nebenstraßen und befestigten Schotterwegen. Insgesamt beträgt der Höhenunterschied nur 440 m. Der Radweg ist auf bayerischer Seite durchgehend mit dem Römerhelm beschildert. In Oberösterreich ist die Route überall in Weiß auf grünen Schildern als R6 gekennzeichnet und mit anderen Radfernwegen zu einem weitmaschigen Netz verknüpft. Abschnitte mit stärkerem motorisierten Verkehrsaufkommen sind mit besonderen Hinweisschildern gekennzeichnet.

## Verlauf der Strecke
Der Römerradweg führt von der Dreiflüssestadt Passau anfangs noch durch Deutschland, um bei Ering dann die Grenze nach Österreich dem Inn entlang zu überqueren. Viele Rastplätze und zwei Kneippstellen sorgen entlang der Route für die nötige Erholung. Weiter geht die Fahrstrecke durch das Innviertel nach Altheim und Aspach. Der Weg führt weiter nach Frankenmarkt, von dort besteht die Möglichkeit zu einem Abstecher auf einer Zweigstrecke an den Attersee. 
Weiter geht es von Frankenmarkt über Vöcklamarkt und Timelkam nach Vöcklabruck. In Lambach führt die Strecke weiter nach Wels. Zur Zeit der Römer war diese Stadt unter dem Namen Ovilava die zentrale Zivilstadt auf dem Gebiet des heutigen Oberösterreich. Entlang der Traun über Nettingsdorf und St. Florian (Linz-Land) verläuft der Römerradweg weiter bis nach Enns. Auch hier, am Ort des einstigen Legionslagers Lauriacum haben die Römer ihre Spuren hinterlassen.

## Sehenswürdigkeiten
Sehenswert entlang des Römerradwegs ist die Dreiflüssestadt Passau, das Stift Reichersberg, die Falknerei auf Burg Obernberg, das Römererlebnismuseum in Altheim, die Therme Geinberg sowie das Naturschutzgebiet „Unterer Inn“. Empfehlenswert ist auch die Warte im Kobernaußerwald bei Lohnsburg sowie ein Abstecher in die Altstadt von Ried im Innkreis.

## Fotos

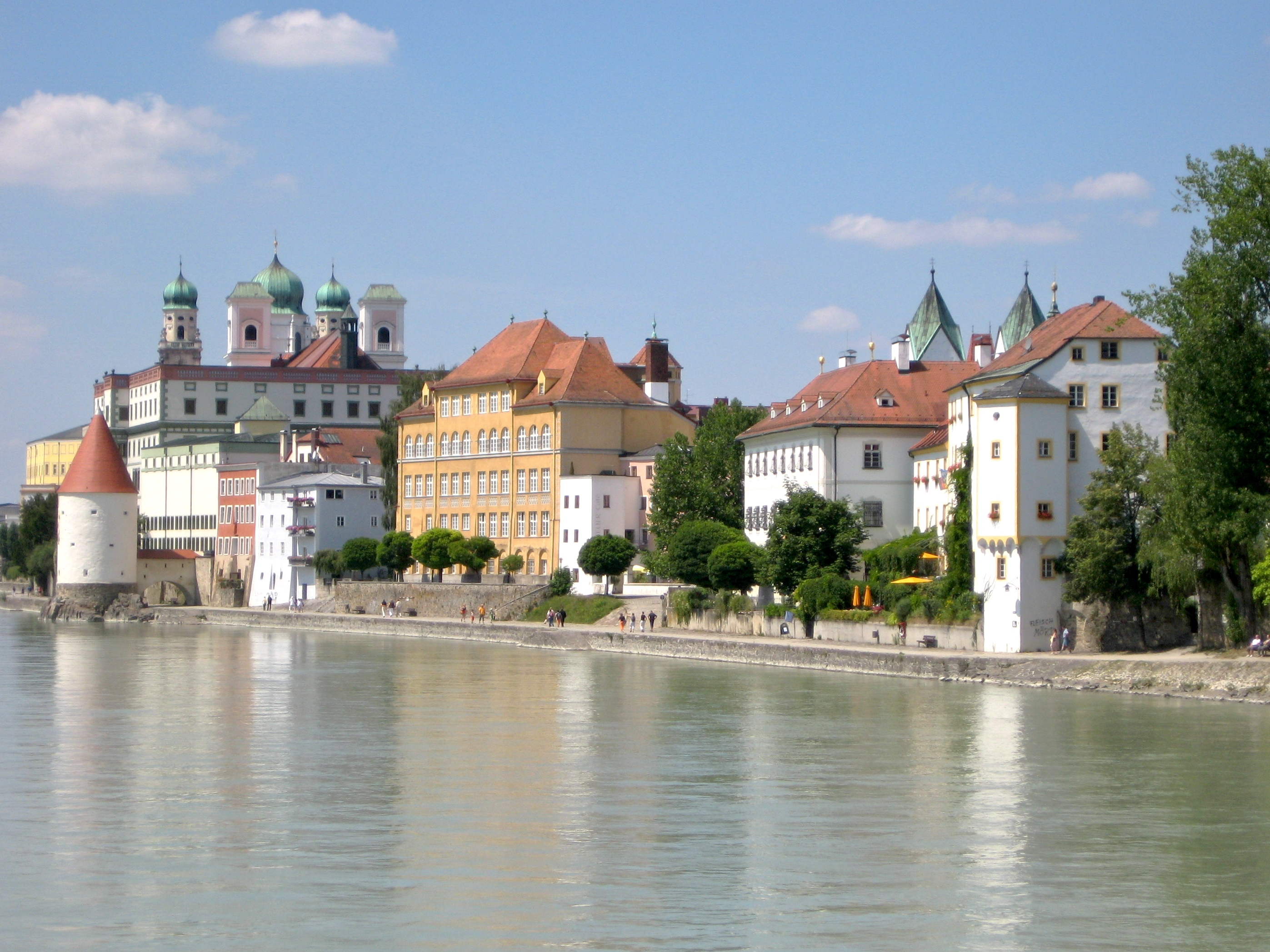
Ausgangspunkt Dreiflüssestadt Passau
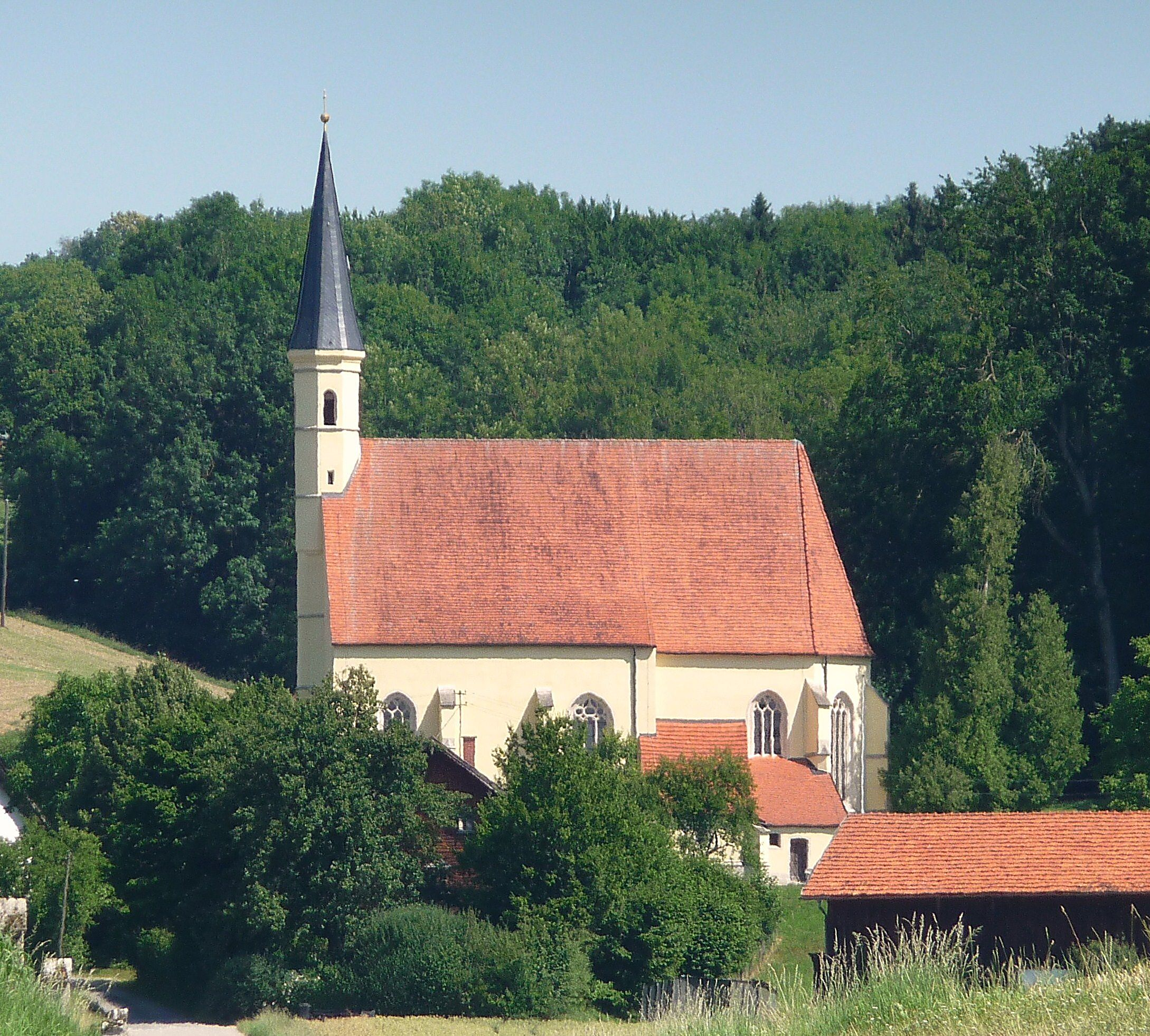
Wallfahrtskirche bei Ering
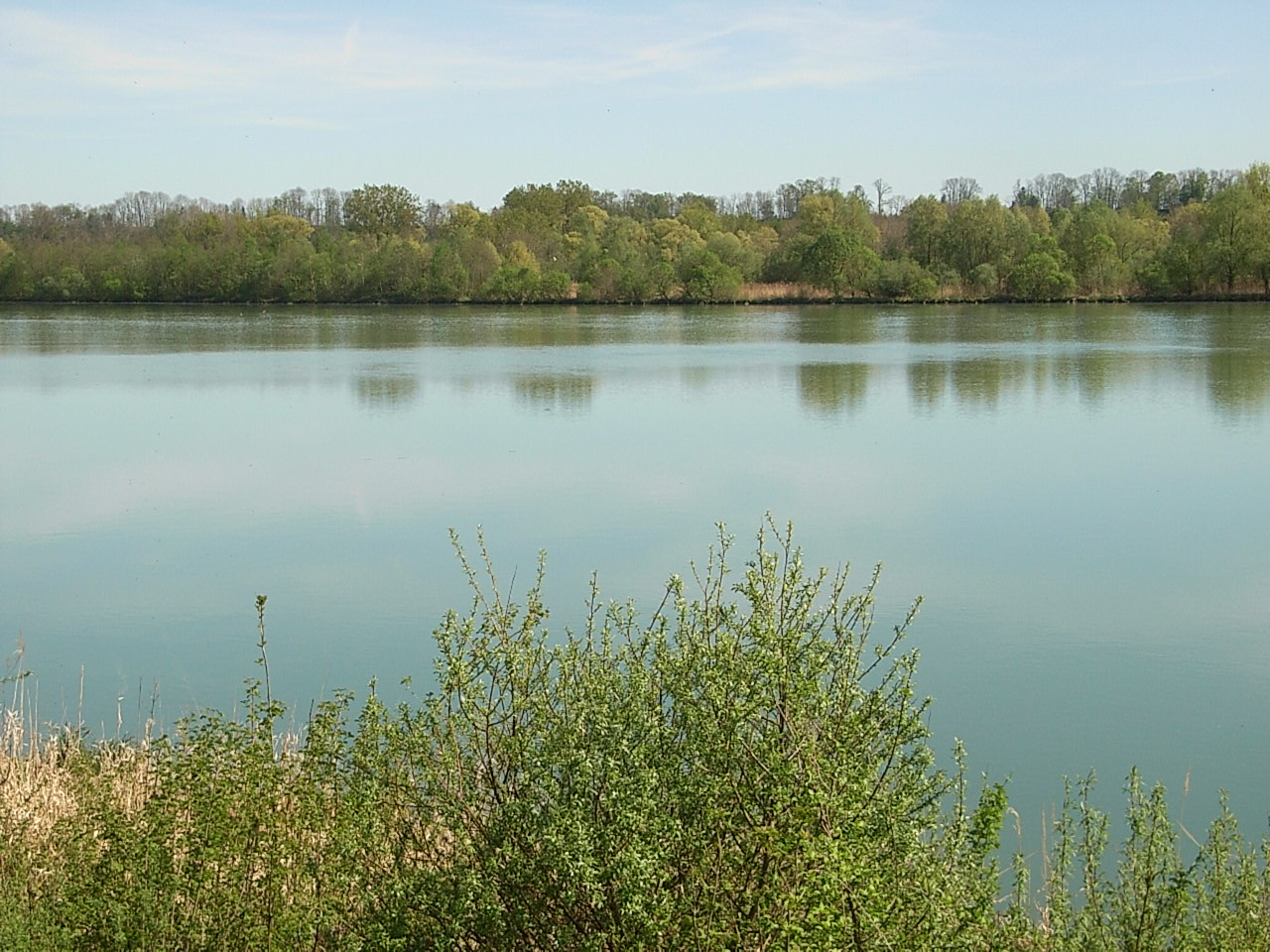
Aulandschaft am Unteren Inn
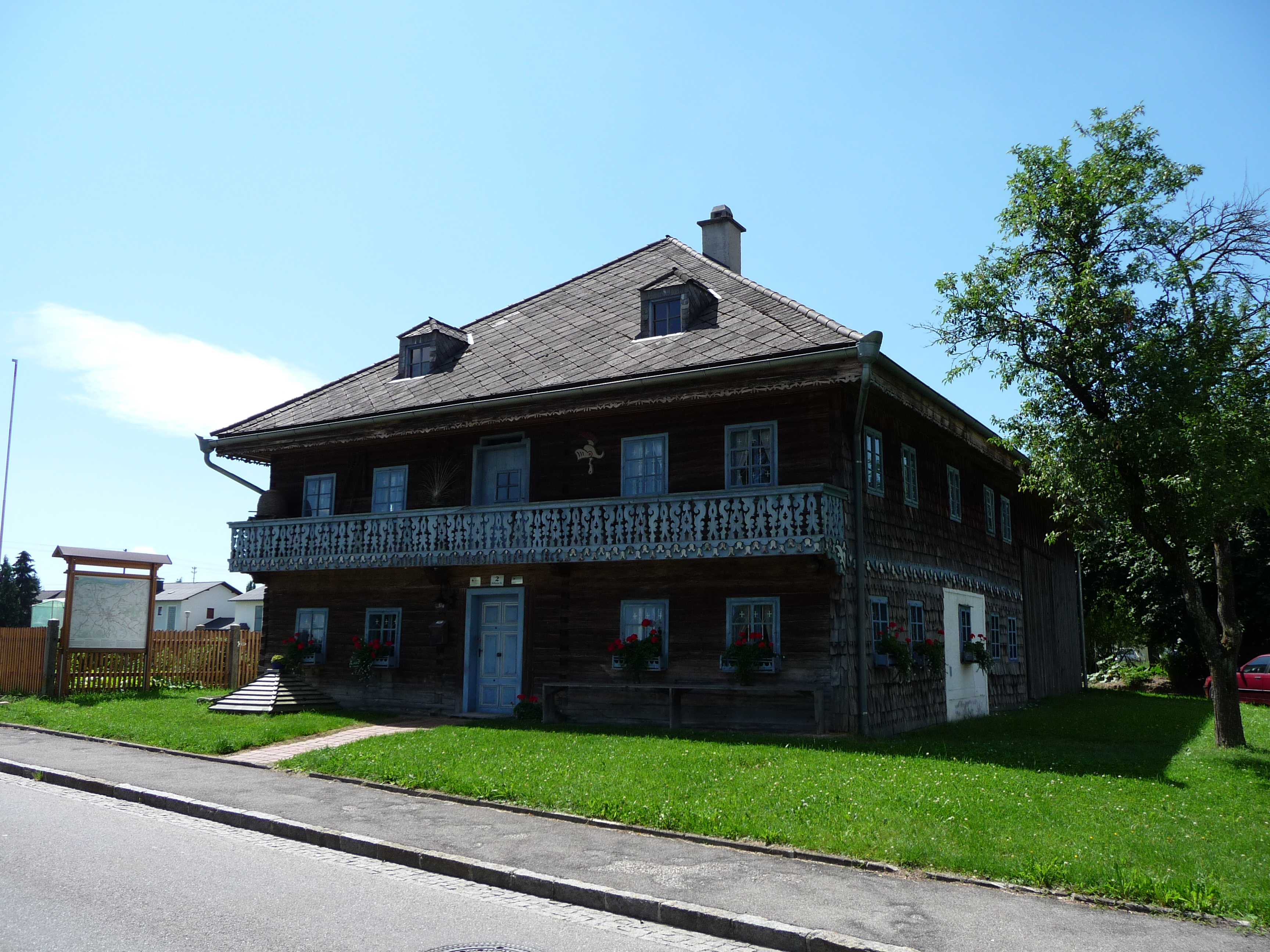
Altheim, Ochzethaus
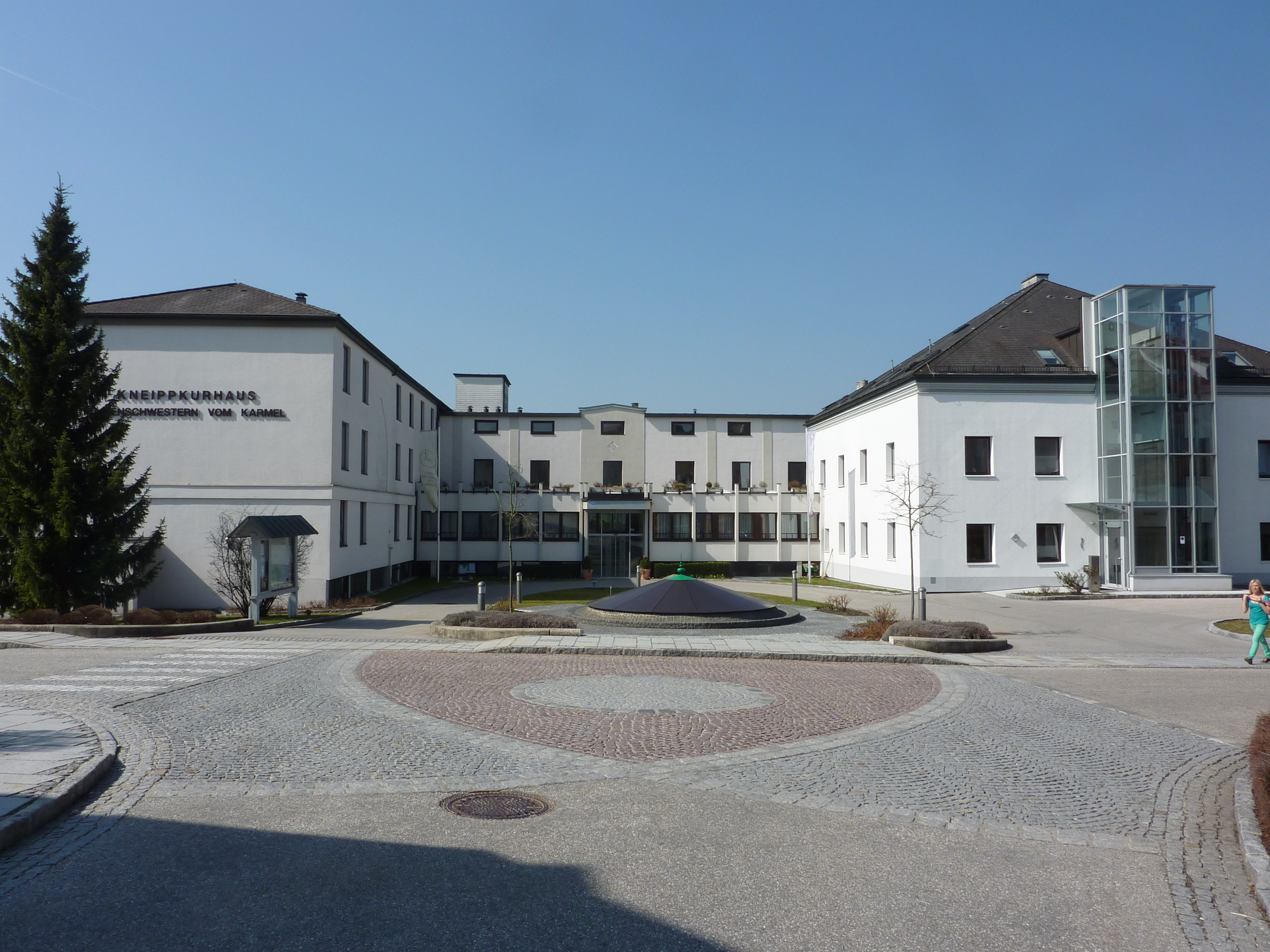
Kneippkurhaus Aspach
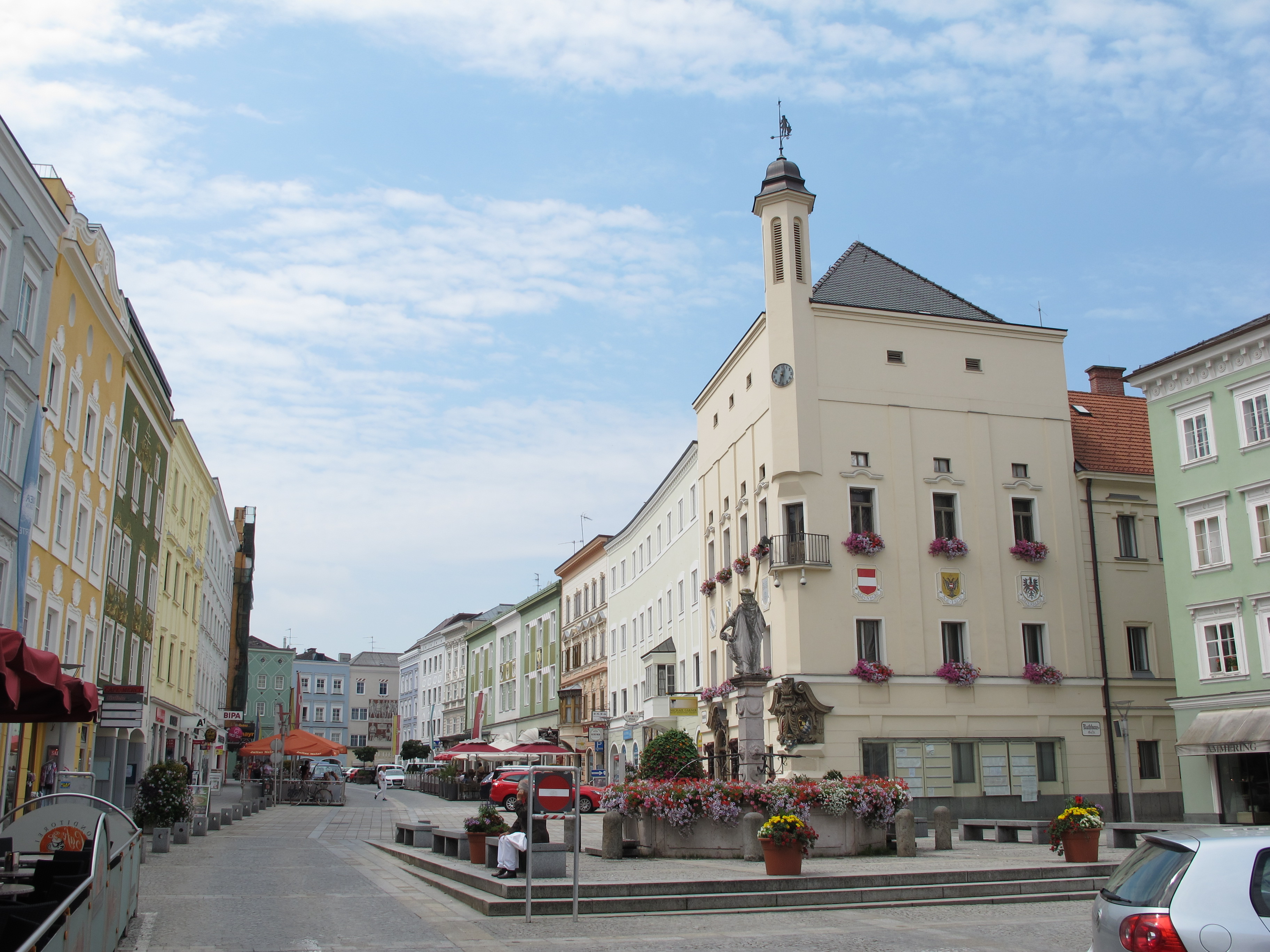
Ried im Innkreis
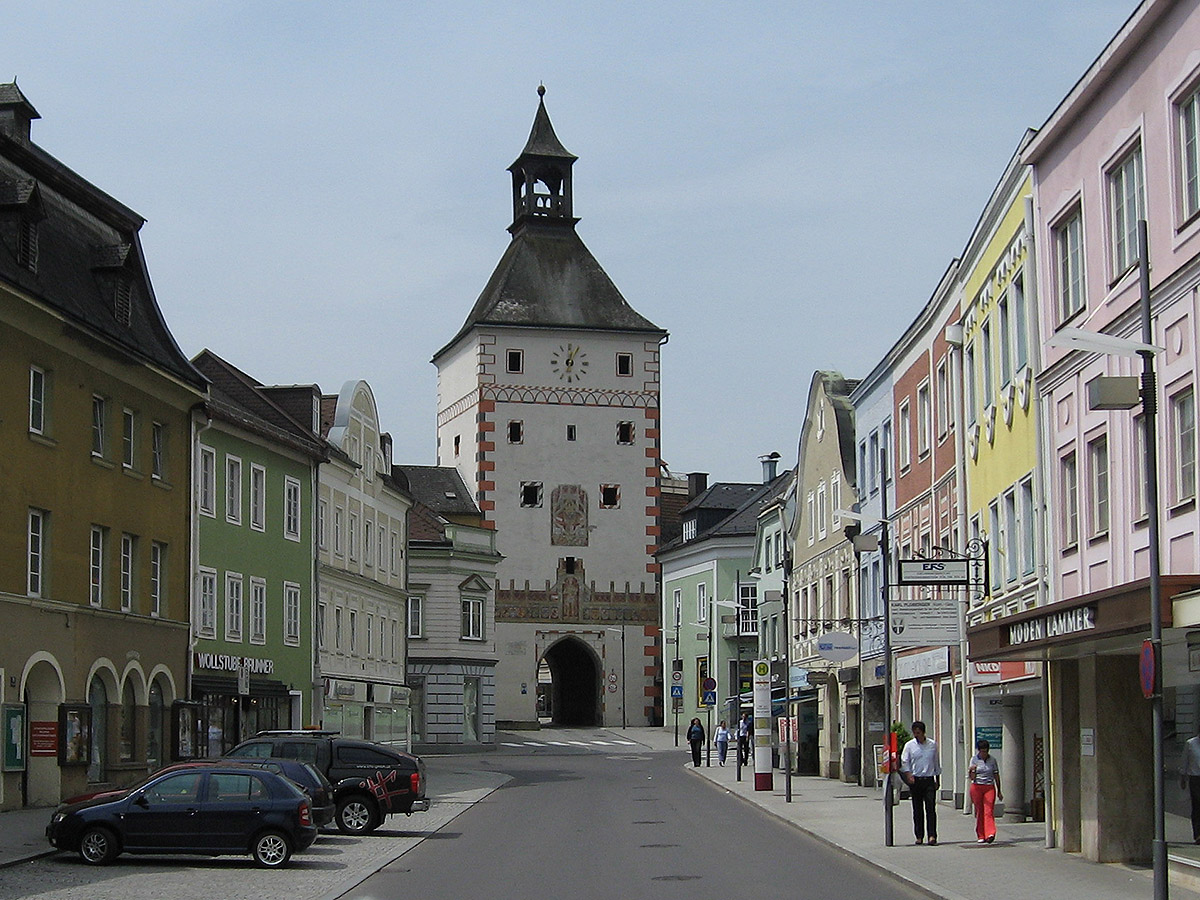
Vöcklabruck
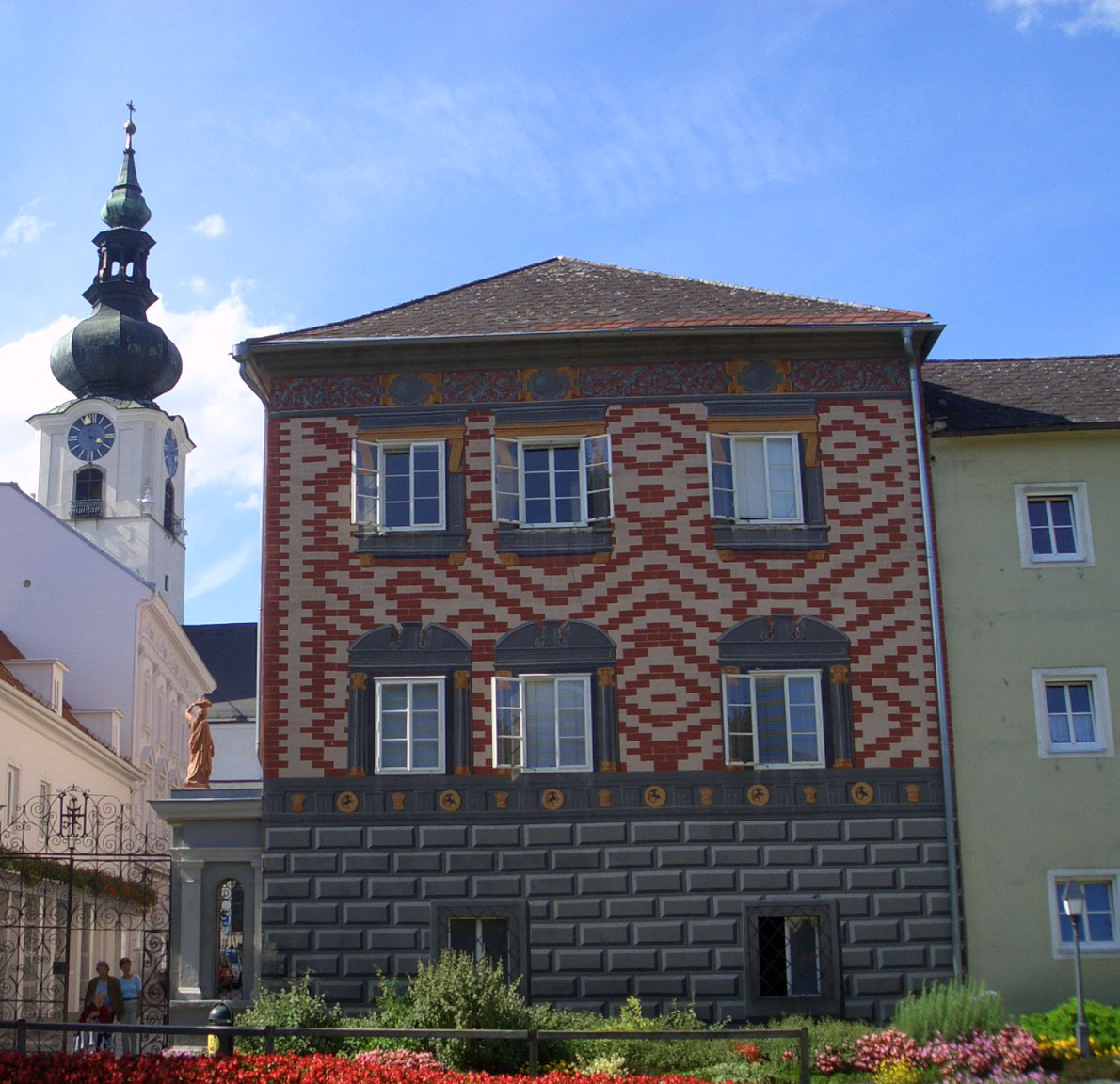
Wels
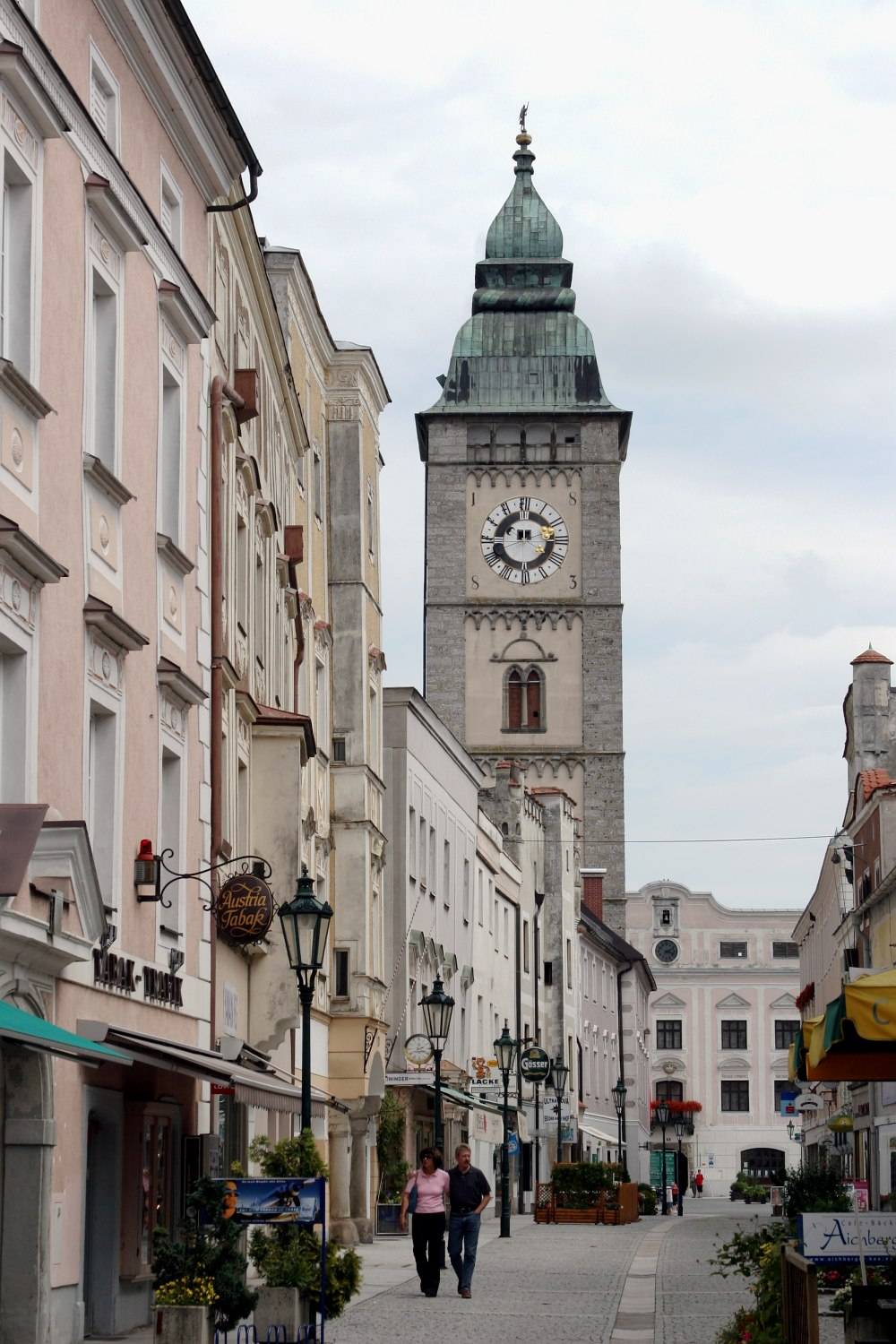
Ziel Enns